# DFK Dainava
El DFK Dainava (lt. Dzūkijos futbolo klubas Dainava) és un club de futbol lituà de la ciutat de Alytus, fundat el 2016.

## Palmarès
- Pirma lyga (D2): 2022
- Copa lituana de futbol:
  - Finalista: 0

## Temporades
| Temporada | Nivell | Lliga      | Rànquing | Web    |
| --------- | ------ | ---------- | -------- | ------ |
| 2016      | 2.     | Pirma lyga | 9.       | [ 1 ]  |
| 2017      | 2.     | Pirma lyga | 4.       | [ 2 ]  |
| 2018      | 2.     | Pirma lyga | 2.       | [ 3 ]  |
| 2019      | 2.     | Pirma lyga | 4.       | [ 4 ]  |
| 2020      | 2.     | Pirma lyga | 6.       | [ 5 ]  |
| 2021      | 1.     | A lyga     | 9.       | [ 6 ]  |
|           |        |            |          |        |
| 2022      | 2.     | Pirma lyga | 1.       | [ 7 ]  |
| 2023      | 1.     | A lyga     | 8.       | [ 8 ]  |
| 2024      | 1.     | A lyga     | 4.       | [ 9 ]  |
| 2025      | 1.     | A lyga     | .        | [ 10 ] |

## Plantilla 2025
La relació de jugadors de la plantilla del Dainava la temporada 2025 és la següent:
| 77 | POR | [[Fitxer:Flag of Lithuania.svg\|23x15px\|border \|alt=Lituània\|link=Selecció de futbol de Lituània\|{{#if:\|]] | Airidas Mickevičius  |  |  |  |  |  |
| —  | POR | [[Fitxer:Flag of Lithuania.svg\|23x15px\|border \|alt=Lituània\|link=Selecció de futbol de Lituània\|{{#if:\|]] | Danielis Kudarauskas |  |  |  |  |  |
|    |     | |                      |  |  |  |  |  |
| 14 | DEF | [[Fitxer:Flag of Nigeria.svg\|23x15px\|border \|alt=Nigèria\|link=Selecció de futbol de Nigèria\|{{#if:\|]]     | Ode Abdullahi        |  |  |  |  |  |
| 24 | DEF | [[Fitxer:Flag of Lithuania.svg\|23x15px\|border \|alt=Lituània\|link=Selecció de futbol de Lituània\|{{#if:\|]] | Naglis Paliušis      |  |  |  |  |  |
| 30 | DEF | [[Fitxer:Flag of Lithuania.svg\|23x15px\|border \|alt=Lituània\|link=Selecció de futbol de Lituània\|{{#if:\|]] | Oskaras Lukošiūnas   |  |  |  |  |  |
| 33 | DEF | [[Fitxer:Flag of Lithuania.svg\|23x15px\|border \|alt=Lituània\|link=Selecció de futbol de Lituània\|{{#if:\|]] | Lukas Genevičius     |  |  |  |  |  |
|    |     | |                      |  |  |  |  |  |
| 6  | MIG | [[Fitxer:Flag of Lithuania.svg\|23x15px\|border \|alt=Lituània\|link=Selecció de futbol de Lituània\|{{#if:\|]] | Renatas Banevičius   |  |  |  |  |  |

| 29                  | MIG | [[Fitxer:Flag of Lithuania.svg\|23x15px\|border \|alt=Lituània\|link=Selecció de futbol de Lituània\|{{#if:\|]] | Gustas Zabita         |  |  |  |  |  |
| 34                  | MIG | [[Fitxer:Flag of Ukraine.svg\|23x15px\|border \|alt=Ucraïna\|link=Selecció de futbol d'Ucraïna\|{{#if:\|]]      | Stanislavas Sorokinas |  |  |  |  |  |
| 69                  | MIG | [[Fitxer:Flag of Nigeria.svg\|23x15px\|border \|alt=Nigèria\|link=Selecció de futbol de Nigèria\|{{#if:\|]]     | Peter Ademo           |  |  |  |  |  |
| 71                  | MIG | [[Fitxer:Flag of Lithuania.svg\|23x15px\|border \|alt=Lituània\|link=Selecció de futbol de Lituània\|{{#if:\|]] | Nojus Valukynas U-18  |  |  |  |  |  |
| 99                  | MIG | [[Fitxer:Flag of Nigeria.svg\|23x15px\|border \|alt=Nigèria\|link=Selecció de futbol de Nigèria\|{{#if:\|]]     | Pamilerin Olugbogi    |  |  |  |  |  |
|                     |     | |                       |  |  |  |  |  |
| 7                   | MIG | [[Fitxer:Flag of Ukraine.svg\|23x15px\|border \|alt=Ucraïna\|link=Selecció de futbol d'Ucraïna\|{{#if:\|]]      | Artiom Baftalovskij   |  |  |  |  |  |
| —                   | DAV | [[Fitxer:Flag of Lithuania.svg\|23x15px\|border \|alt=Lituània\|link=Selecció de futbol de Lituània\|{{#if:\|]] | Domas Ivanauskas      |  |  |  |  |  |
| Dainava / Dainava B |     | |                       |  |  |  |  |  |
| 15                  | DEF | [[Fitxer:Flag of Ukraine.svg\|23x15px\|border \|alt=Ucraïna\|link=Selecció de futbol d'Ucraïna\|{{#if:\|]]      | Maksim Starhorodskij  |  |  |  |  |  |
| 92                  | MIG | [[Fitxer:Flag of Lithuania.svg\|23x15px\|border \|alt=Lituània\|link=Selecció de futbol de Lituània\|{{#if:\|]] | Arnas Mardosa         |  |  |  |  |  |

## Entrenadors
- Ričardas Grigaliūnas (2016)
- Darius Gvildys (2016-2017)
- Donatas Vencevičius (2018)
- Kim Rønningstad (2019)[11]
- Łukasz Hass (2020)
- Fabio Mazzone (2020-2021)
- Tomas Ražanauskas (2021)
- Mattiew Silva, (2022)[12]